# Les Enquêtes de Geleuil et Lebon
Les Enquêtes de Geleuil et Lebon est une série télévisée d'animation française en 104 épisodes de huit minutes, créée par Raymond Maric, produite par PMMP (Philippe Mounier Marketing Production) et Heliotrope Production (Eric Rouah), et diffusée à partir du 15 juillet 1999 sur TF1 dans l'émission TF! Jeunesse, et rediffusée en 2006 sur Gulli. Les dessins originaux sont de Gen-Clo.

## Synopsis
Cette série met en scène les enquêtes autour du monde du chien-commissaire Geleuil et de son assistant-souris Lebon. Vers la fin de chaque épisodes le chien commissaire Geleuil  s’adresse aux jeunes téléspectateurs en leurs posant une question simple à choix multiple, qui est le coupable  de l’enquête en cours  en proposant une liste suspects. Et à la fin de chaque épisode, le bon suspect est arrêté.

## Fiche technique
- Titre : Les Enquêtes de Geleuil et Lebon
- Création : Raymond Maric
- Réalisation : Diego Zamora et Xavier Picard
- Assistants-réalisateurs : Frédéric Mege, Benoit Petit et Laurent Stoklosa
- Scénario : Raymond Maric
- Recherche graphique : Hugo Gittard, Isabelle Python, Gaelle Salomon, Samuel Rivière, François Rosso et Stéphane Rivière
- Storyboard : Denis Bukulin, Géraldine Guillot, Eric Gutierrez, Philippe Hervieux, Sophie Krettly, Philippe Saunier et Bruno Wouters
- Musique : Eric Allouche et Frank Lebon
- Montage : Daniel Reynes
- Production : Philippe Mounier
  - Production exécutive : Eric Rouah et Xavier Picard
- Sociétés de production : PMMP, Heliotrope et TF1
- Studio d'animation : Hahn Shin Corporation
- Pays d'origine : France
- Nombre d'épisodes : 104
- Durée : 8 minutes

## Voix
- Gérard Loussine : tous les personnages

## Épisodes

### Première saison
1. Le mystère de la petite plage
2. Le frère de Jacques Mulot a disparu
3. Une forte odeur d'eucalyptus
4. Drôle de fête
5. Un témoin à l'écoute
6. L'agresseur à la cagoule
7. Le vol du goëland
8. Des noisettes de toutes les couleurs
9. Un panier s'est envolé
10. Un coupable suivi à la trace
11. Le terrier au trésor
12. Une gazelle bien trop bavarde
13. Un voleur grimpeur
14. Un chef de gang à identifier
15. Une réception royale
16. Les bois accusateurs
17. En plein dans le bain
18. Deux éléphants ça trompe
19. La morsure fatale
20. L'héritage infernal
21. On recherche un primate
22. Un coupable pour deux forfaits
23. Un agresseur venu d'ailleurs
24. Enquête en blanc
25. Grivèlerie
26. De quoi vous couper le sifflet
27. Question de flair
28. Deux enquêteurs à la hauteur
29. Drôles d'oiseaux
30. La police n'est pas sur les dents
31. Une pêche mouvementée
32. Le lauréat de la télé
33. Vol à l'envers
34. La traversée du désert
35. Comme un petit poucet
36. Feu de tout bois
37. Le fantôme du manoir
38. Le mystérieux complice
39. Une sacrée plongée
40. Le butin dans le grenier
41. Agression nautique
42. Pour une poignée de cacahuètes
43. Des œufs sur les bras
44. Oiseau vole
45. La double méprise
46. Le propre de l'homme
47. À la tête d'un troupeau
48. Le blanc ou le noir
49. Coups de feu sur la route
50. Les cartes de l'emprunteur
51. Deux lions pour le prix d'un
52. Des suspects à déchausser

### Deuxième saison
1. Crocodile et alligator
2. Ours polaire et loup arctique
3. Bombardier et frelon
4. Casoar et autruche
5. Taon, mouche et moustique
6. Crabe et homard
7. Grenouille et crapaud
8. Piranhas et caïman
9. Oiseau-lyre et perroquet
10. Otarie et phoque
11. Chouette et crotale
12. Ours blanc et ours brun
13. Koala et kangourou
14. Chauve-souris et moineau
15. Puma et léopard
16. Lézard et caméléon
17. Tigre et lionne
18. Hamster et cochon d'inde
19. Sterne et pétrel
20. Okapi et zèbre
21. Orvet, couleuvre et lézard
22. Pinson, pic et pivert
23. Narval et éspadon
24. Phalanger et écureuil
25. Aigle royal et vautour
26. Saumon et truite
27. Vipère et couleuvre
28. Kakapo et cacatoès
29. Singe et oie
30. Bouquetin et chamois
31. Hérisson et taupe
32. Loutre et otarie
33. Bernard l'ermite et crabe
34. Mouffette et ocelot
35. Lama et mouton
36. Cigales et criquets
37. Dragon et bandit coot lapin
38. Cincle et mouette
39. Torpille et barbu
40. Serpent à lunettes et cobra à cou noir
41. Gerboise et Lemmings
42. Nasique et Mandrille
43. Éléphant, lion et hippopotame
44. Luciole et scarabée
45. Pie et mouette rieuse
46. Requin et Dauphin
47. Cygne et albatros
48. Sauterelle et araignée
49. Chameau et dromadaire
50. Vache et mouton
51. Hippopotame et rhinocéros
52. Diable épineux, chauve-souris et aigle des Carpates

## Diffusion
La série a été diffusée sur TF1 dans TF! Jeunesse entre le 15 juillet 1999 et le 10 septembre 2003.
La première saison est diffusée entre le 15 juillet et le 27 septembre 1999 et la deuxième saison est diffusée entre le 27 août 2001 et le 15 juillet 2002.
La série est rediffusée sur Gulli entre le 2 septembre 2006 et le 7 mars 2010.

## Produits dérivés

### DVD
Plus de treize ans après sa première diffusion, les Éditions Montparnasse sortent la série en DVD. Le coffret de la saison 1 est édité le 24 août 2022. Celui de la saison 2 est commercialisé depuis le 23 mai 2023.